# Weißhorn (Fleimstaler Alpen)
Das Weißhorn (Corno Bianco), gelegentlich zur Abgrenzung von gleichnamigen Bergen auch Aldeiner Weißhorn genannt, ist ein 2317 m s.l.m. hoher Berg in den Fleimstaler Alpen in Südtirol (Italien). Zusammen mit seinem benachbarten Zwillingsberg, dem Schwarzhorn, ist er durch seine isolierte Lage weithin sichtbar.

## Lage und Umgebung
Das Weißhorn ist ein frei stehender Berg südlich über dem Regglberger Hochplateau, das sich zwischen Unterland und Eggental erstreckt. Auf seiner Westflanke befindet sich der Anfang des geologisch interessanten Bletterbach-Canyons, im Osten fällt das Gelände zum Lavazèjoch ab, hinter dem sich der Zanggen und weiter nordöstlich der Latemar erheben. Auf seiner Südseite ist der Gipfel über das Jochgrimm (1989 m) mit seinem etwas höheren Zwillingsberg, dem Schwarzhorn (2439 m), verbunden.
Politisch befindet sich das Weißhorn auf dem Gebiet der Gemeinde Aldein im Süden Südtirols.

## Geologie
Der Gipfel des Weißhorns besteht aus weißem Sarldolomit. Diesem Gestein und dem farblichen Gegensatz zum benachbarten Schwarzhorn, das aus rötlich-grauem Bozener Quarzporphyr besteht, verdankt es seinen Namen. Zwischen den beiden Berggipfeln verläuft die geologische Störung der sogenannten Trudner Linie, entlang derer das Schwarzhorn um mehr als 1000 m gegenüber dem Weißhorn angehoben wurde. Durch die Erosion wurden die Schichten über dem Porphyr abgetragen, wodurch die beiden Gipfel heute eine ähnliche Höhe haben.

## Alpinismus
Das Weißhorn ist von mehreren Seiten erreichbar und gilt als einfaches Tourenziel, das trotz eines steilen Schlussanstiegs durch die Gipfelfelsen als unschwierig eingestuft wird.
Die beliebteste Tour auf das Weißhorn beginnt am Jochgrimm und führt über Wiesen und durch Latschen-Felder von Osten her zum Gipfelaufbau. Andere Steige führen von Westen (von Radein am Rande der Bletterbach-Schlucht) und Norden zur Bergspitze, die aus einem kurzen Nord-Süd-Grat besteht. Das Gipfelkreuz befindet sich an dessen Nordrand auf 2313 m, der höchste Punkt liegt jedoch am Südende auf 2317 m.